# Pierre Dumanoir Le Pelley

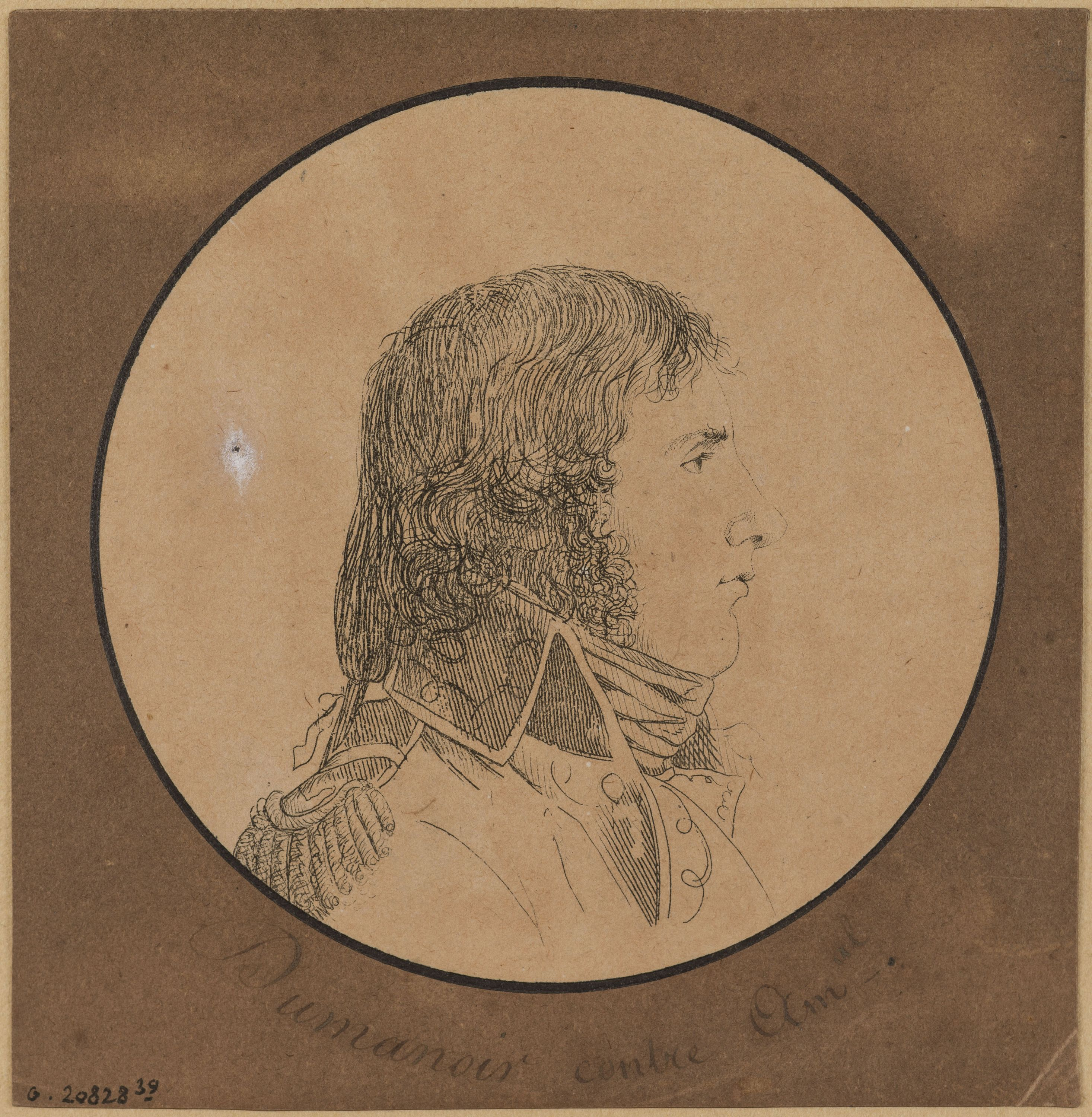
Porträt von Pierre Dumanoir Le Pelley, André Dutertre, Musée Carnavalet.

Pierre Étienne René Marie Dumanoir Le Pelley, Comte Dumanoir (* 2. August 1770 in Granville, Frankreich; † 6. Juli oder 7. Juli 1829 in Paris, Frankreich) war ein französischer Marineoffizier, zuletzt im Dienstgrad eines Vizeadmirals.

## Biografie

### Herkunft und Familie
Pierre Étienne René Marie Dumanoir Le Pelley entstammte einer alten, bürgerlichen Familie aus Granville, die als Reeder zu Vermögen gekommen war und von König Ludwig XVIII. in den Adelsstand erhoben wurde.
Sein Vater, Louis Pierre Étienne Le Pelley (1733–1807), war ein Korsarenkapitän, Reeder und Bürger von Granville. Er war der Sohn von Pierre Robert Le Pelley, Infanteriehauptmann, Sieur des Fontenelles, und Bruder von Hervé Le Pelley (1699–1739), dessen Sohn Georges-René Pléville Le Pelley (1726–1805) war.
Seine Mutter, Jeanne Élisabeth Lucas de Lezeaux (1744–1819), war die Tochter von Charles Marie, Écuyer, Seigneur de Lezeaux, seigneur honoraire von Saint-Pair und Saint-Aubin-des-Préaux in der Pfarrei Saint-Pair-sur-Mer.

### Frühe Dienstjahre
Pierre Dumanoir Le Pelley trat im Alter von siebzehn Jahren im März 1787 als élève de port (deutsch etwa: Hafenschüler) in die Marine ein und diente bis 1790 in Westindien. Zwei Jahre später, im April 1789, wurde er zum sous-lieutenant de port (deutsch etwa: Hafen-Unterleutnant) ernannt. Anschließend war er  für Einsätze an den afrikanischen und südamerikanischen Küsten auf verschiedene Schiffe kommandiert und zum Enseigne de Vaisseau (Fähnrich zur See) befördert.
1790 nahm er als Leutnant und Adjutant im Stab von Admiral Martin auf der Sans Culotte im Liniendienst zwischen Senegal und Frankreich tätig und wurde im Juni 1793 zum Lieutenant de Vaisseau (Leutnant zur See) ernannt.
1795 erhielt er mit weniger als fünfundzwanzig Jahren den Rang eines Capitaine de Vaisseau und das Kommando über die Berwick, die als Teil der Division von Konteradmiral Joseph de Richery beteiligt war, als diese einen großen Konvoi im Mittelmeer kaperte und anschließend damit beauftragt wurde, die britische Fischerei in Neufundland zu stören.
In einigen Biografien wird angedeutet, dass sein schneller Aufstieg auf seinen Cousin Georges-René Pléville Le Pelley zurückzuführen sei, der 1797 als französischer Marineminister amtierte und seine Verwandten entsprechend unterstützt haben soll.
Allerdings war Dumanoir zu dem Zeitpunkt, als sein Cousin Minister wurde, bereits seit zwei Jahren Capitaine de Vaisseau, weshalb anzunehmen ist, dass er, wie viele seiner Marinekameraden, vor allem von den beschleunigten Beförderungen in der Marine des revolutionären Frankreichs profitierte, nachdem die Emigration dieser eine große Zahl von Offizieren entzogen hatte.

### Zur Zeit des Direktoriums
Im Dezember 1796 nahm Dumanoir als Kommandant der La Révolution unter dem Befehl von Konteradmiral Bouvet an der Irlandexpedition teil. Als die französische Flotte in der Nacht vom 16. auf den 17. Dezember von britischen Schiffen mit Lichtsignalen und Kanonenfeuer getäuscht und im Sturm auseinandergerissen wurde, erreichten Dumanoir auf der La Révolution und die Fregatte La Scévola das Ziel der Expedition, die Bantry-Bucht im Südwesten Irlands, zunächst allein, bis die Kommandeure Morard de Galles und Lazare Hoche auf der Fregatte La Fraternité eintrafen. Die La Scévola war stark beschädigt und Dumanoir nahm einen Teil ihrer Besatzung auf. Die zerstreute Flotte traf dann nach und nach in der Bucht ein. Das Unternehmen wurde aber letztlich abgebrochen, was für die französische Marine eine empfindliche Niederlage bedeutete.
1797 wurde Dumanoir durch das Direktorium trotzdem zum Chef d’escadre ernannt.
Während des Ägyptenfeldzugs war Dumanoir als Kommandant der Le Dubois auch mit der Führung des Konvois beauftragt, der die französischen Truppen von Toulon über das Mittelmeer transportierte.
Am 1. Juli 1798 erreichten die Schiffe ohne jeglichen feindlichen Kontakt Alexandria und die Stadt konnte erobert werden. Napoleon Bonaparte ernannte Dumanoir zum Hafenkommandanten, wodurch er an der Seeschlacht bei Abukir nicht teilnahm.
In der Folge wurde Dumanoir zum Kommandanten der erbeuteten venezianischen Fregatte La Corrèze ernannt. Als Napoleon im Sommer 1799 nach Frankreich zurückkehren wollte, war Dumanoir mit diesem Schiff an dem Unternehmen beteiligt und transportierte Jean Lannes, Joachim Murat, Auguste Marmont und Parseval-Grandmaison zurück nach Frankreich, während Napoleon auf der La Muiron reiste. Am 8. Oktober 1799 erreichten die Schiffe Fréjus.

### Zur Zeit des Konsulats und im Kaiserreich
Der Staatsstreich des 18. Brumaire VIII markierte das Ende des Direktoriums und der Französischen Revolution und den Beginn des Konsulats. Für seine Teilnahme am Staatsstreich erhielt Dumanoir als Belohnung einen Säbel als nationale Auszeichnung und wurde einige Monate später in den Rang eines Konteradmirals erhoben. Er befehligte in der Folge eine Division in Brest und anschließend eine in Cádiz, wo er auch für die Einzelheiten der Bewaffnung zuständig war.
Im Frühjahr und Sommer 1801 kreuzte Charles de Linois mit seinem Geschwader gegen die britische Flotte vor der Küste Spaniens, was zu den Seeschlachten von Algeciras führte. Im Zweiten Seegefecht vor Algeciras wurde er besiegt, auch weil ihm Dumanoir von Cadiz aus Unterstützung verweigert hatte.
Nach dem Frieden von Amiens vom 25. März 1802 wollte Bonaparte die reiche, ehemals französische Kolonie Saint-Domingue, die sich vor mehr als acht Jahren gegen Frankreich aufgelehnt hatte, zurückerobern. Wiederum war Dumanoir Teil dieser Expedition. Am 11. Dezember 1803 wurde er zum Mitglied der Ehrenlegion ernannt und erhielt am 14. Juni 1804 das Kommandeurskreuz der Ehrenlegion. Als Admiral Latouche-Tréville am 20. August 1804 starb, befand sich Dumanoir an Bord der Formidable in Toulon und übernahm vorübergehend das Kommando über das dortige Geschwader. Seine Hoffnung, dieses Kommando behalten zu dürfen, erfüllte sich allerdings nicht. Stattdessen wurde Vizeadmiral Pierre de Villeneuve ernannt und Dumanoir diesem unterstellt. In einem Brief Napoleons vom 28. August 1804 an den Marineminister Denis Decrès werden die Gründe dafür genannt:

« Saint-Cloud, 10 fructidor an XII.
Monsieur Decrès, ministre de la marine,
Il me semble qu’il n’y a pas un moment à perdre pour envoyer un amiral commander l’escadre de Toulon. Elle ne peut être plus mal qu’elle n’est aujourd’hui entre les mains de Dumanoir, qui n’est ni capable de maintenir la discipline dans une aussi grande escadre, ni de la faire agir. Il me paraît que, pour commander cette escadre, il n’y a que trois hommes : Bruix, Villeneuve et Rosily… »

„Saint-Cloud, 10. Fructidor an XII.
Herr Decrès, Minister für die Marine,
Es scheint mir, dass kein Augenblick zu verlieren ist, um einen Admiral zum Kommandieren des Geschwaders von Toulon zu schicken. Es kann nicht schlechter sein, als es heute in den Händen von Dumanoir ist, der weder in der Lage ist, die Disziplin in einem so großen Geschwader aufrechtzuerhalten, noch es zum Handeln zu bringen. Es scheint mir, dass es für die Führung dieses Geschwaders nur drei Männer gibt: Bruix, Villeneuve und Rosily...“

Napoleons nächstes Ziel war nun die Landung in England, die im Lager Boulogne vorbereitet wurde. Zur Ablenkung der Royal Navy sollte Villeneuve mit seinem Geschwader, dem auch Dumanoir angehörte, von Toulon aus zunächst in den Atlantik und bis nach Westindien vorstoßen, um sich dort mit der spanischen Flotte zu vereinen und die britische Flotte aus den europäischen Gewässern wegzulocken. Nach anfänglichen Erfolgen – es gelang Villeneuve im März 1805 der britischen Flotte auszuweichen – traf Villeneuve am 22. Juli 1805 am Kap Finisterre auf ein britisches Geschwader unter Sir Robert Calder. In der anschließenden Schlacht, an der Dumanoir als Kommandeur einer Division auf der Formidable teilnahm, errangen die Briten einen taktischen Erfolg. In der Folge entschied Villeneuve, dem Befehl Napoleons in die Biskaya und den Ärmelkanal zu segeln, ignorierend, vor der britischen Flotte Zuflucht im Hafen von Cádiz zu suchen, wo er allerdings in der Folge von der Royal Navy blockiert wurde. Die Invasion musste daraufhin wegen der mangelnden Seeherrschaft im Ärmelkanal abgesagt werden.

#### Schlacht von Trafalgar

Grobübersicht der Bewegung der Geschwader während der Schlacht. Dumanoirs Schiff, die Formidable befindet sich an der Spitze des Franco-Spanischen Linie oben rechts im Bild.

Napoleon war extrem ungehalten über Villeneuves eigenmächtiges Handeln und schickte Vizeadmiral de Rosily, um diesen abzulösen. Als Villeneuve dies erfuhr, verließ er Cadiz mit dem Großteil seiner Flotte und traf am 21. Oktober 1805 bei Kap Trafalgar auf das britische Geschwader unter Lord Nelson. Seine Flotte bestand aus dreiunddreißig Linienschiffen, fünf Fregatten und zwei Briggs. Nelson konnte nur siebenundzwanzig Schiffe aufbieten, allerdings waren seine Schiffe stärker und besser bewaffnet, sodass kräftemäßig etwa gleiche Verhältnisse herrschten. In der nun folgenden Schlacht war Dumanoir wiederum an Bord der Formidable der Kommandeur der Vorhut.
Nach dem Angriff Nelsons auf das Zentrum der spanisch-französischen Flotte, signalisierte Villeneuve Dumanoir gegen 14:00 Uhr, dass die unter seinem Befehl stehenden Schiffe wenden und dem Zentrum zu Hilfe kommen sollten. Dumanoir reagierte jedoch erst mit einiger Verzögerung auf diesen Befehl. Warum er nicht sogleich wendete, ist unklar, möglicherweise konzentrierte er sich jedoch zu sehr auf die sich von Norden nähernde HMS Africa, die sich in Richtung Zentrum vorzuarbeiten versuchte. Nachdem Dumanoir vergeblich versuchte, die Spartiae und die Minotaur zu isolieren, drehte er nach Südwesten ab. Lediglich die Intrépide und die San Augustin folgten Villeneuves Befehl und näherten sich aus nördlicher Richtung dem Kampfgeschehen. Dabei wurden sie von mehreren britischen Schiffen, darunter die Britannia, die Agamemnon und die Leviathan, sofort unter Beschuss genommen, worauf sie sich nach einem einstündigen Kampf der Orion ergab. Gegen 16:30 Uhr hatte Admiral Gravina denjenigen Schiffen, die dazu in der Lage seien, signalisiert, sich zu versammeln und in Richtung Cadíz zurückzuziehen. Damit endete die Schlacht.
Die übrigen vier Schiffe unter Dumanoirs Kommando, die Duguay-Trouin, die Formidable, die Mont-blanc und die Scipion, kreuzten in einiger Entfernung und zogen schließlich davon, ohne entscheidend an den Kampfhandlungen teilgenommen zu haben. Sie wurden aber bereits am 5. November in der Schlacht von Kap Ortegal von britischen Schiffen unter Richard Strachan gestellt, als Prisen genommen und nach Plymouth gebracht. Dumanoir selbst wurde verwundet und gefangen genommen.
Dumanoir blieb eine Zeit lang Gefangener in England und kehrte im Juli 1806 nach Frankreich zurück, wo sein Verhalten während des Trafalgar-Feldzugs insbesondere von einigen der überlebenden Kapitäne Lucas, Infernet und Villeneuve selbst scharf verurteilt wurde. Er blieb zunächst ohne neues Kommando und wurde im Dezember 1809 vor einen Untersuchungsausschuss gestellt und erhielt eine Rüge. Weiterhin musste er sich im März 1810 vor einem Seekriegsrat verantworten, der sich aus den Senatoren Fleuriot und Bougainville und den Admirälen Thévenard und de Rosily zusammensetzte. Dort wurde er allerdings freigesprochen, da die Kommission zu dem Schluss kam, dass:
- Dumanoir gemäß den empfangenen Signalen manövriert hatte und den Notwendigkeiten von Pflicht und Ehre gefolgt war.
- er getan hatte, was die Winde und die Umstände ihm erlaubten, um dem Flaggschiff zu Hilfe zu kommen.
- er gegen alle feindliche Schiffe, denen er begegnete, so gut wie möglich bekämpft hatte.
- er schließlich die Schlacht erst verlassen hatte, als er durch die Beschädigung der Schiffe unter seinem Kommando und die Schwierigkeiten zu manövrieren, dazu gezwungen war.[13]

### Ungnade und Exil
Napoleon weigerte sich trotzdem, ihm ein neues Kommando zu erteilen, da er, wie auch die öffentliche Meinung, nun gegen Dumanoir voreingenommen war. Die Schlussfolgerungen des in Toulon abgehaltenen Kriegsgerichts wurden jedoch von Napoleon berücksichtigt. 1811 ernannte er ihn zum Befehlshaber der Marine in Danzig und zur Leitung der Geleitzüge auf der Weichsel. Während der Blockade von Danzig leistete er gute Dienste. Nach einjähriger Belagerung kapitulierte die Stadt und Dumanoir, der am Kopf verwundet worden war, wurde als Gefangener nach Kiew gebracht. Von dort aus unterstützte er die Tätigkeiten des Senats, die die Absetzung des Kaisers und die Restauration der Bourbonen vorsahen.

### Die Rückkehr nach Frankreich

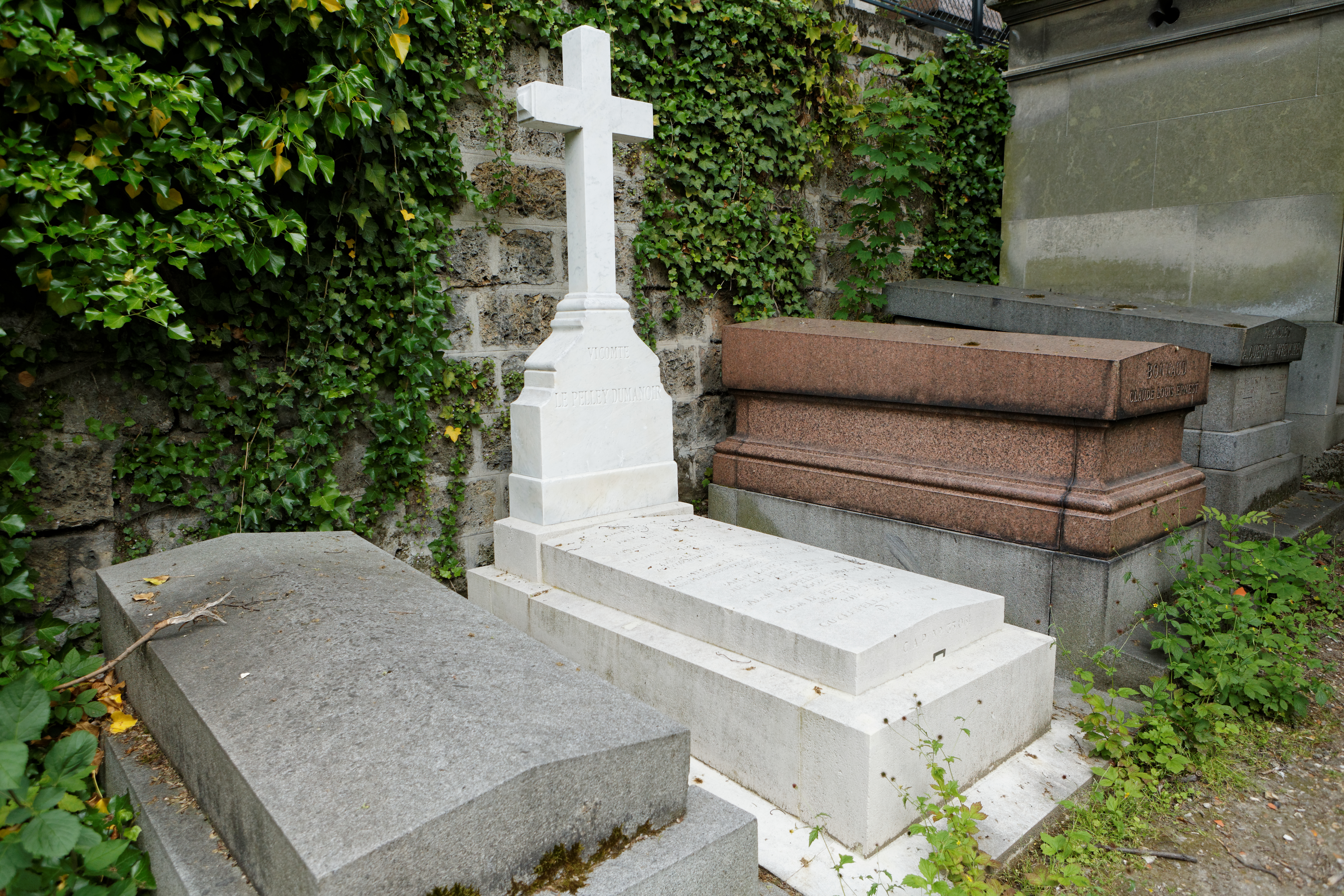
Grab auf dem Friedhof Père-Lachaise.

Im Juli 1814 kehrte er nach Frankreich zurück und erhielt von König Ludwig XVIII. während der Ersten Restauration durch ein Patent vom 2. Dezember 1814 den Grafentitel. 1815 wurde er zum Ritter vom Ordre royal et militaire de Saint-Louis geschlagen. Anschließend befehligte er die Marinedivision, die den Marquis de Rivière, den Botschafter Ludwigs XVIII. in Konstantinopel, begleitete. Durch einen Erlass vom 22. August 1816 wurde die Zahl der Konteradmirale von 21 auf 12 reduziert. Im Jahr 1817 wurde gemäß diesem Befehl die Liste der zu behaltenden Generaloffiziere erstellt: Dumanoir war der erste auf dieser Liste.
Am 24. April desselben Jahres wurde er in den Rang eines Großoffiziers der Ehrenlegion erhoben. Ludwig XVIII. ernannte ihn 1819 zum Vizeadmiral und am 23. August 1820 zum Kommandeur des Ordens von Saint-Louis.
Während der Zweiten Restauration wurde Dumanoir am 22. August 1815 zum Abgeordneten des Kollegiums des Departements Manche und war auch Mitglied der ultraroyalistischen sog. Chambre introuvable. Er behielt sein Mandat bis zum 17. August 1822.
Er starb unerwartet in Paris in der Nacht vom 6. auf den 7. Juli 1829 und wurde auf dem Friedhof Père-Lachaise (19. Division) beigesetzt.